# Фінельц
Фінельц (нім. Vinelz) — громада  в Швейцарії в кантоні Берн, адміністративний округ Зееланд.

## Географія
Громада розташована на відстані близько 28 км на захід від Берна.
Фінельц має площу 4,6 км², з яких на 13,9% дозволяється будівництво (житлове та будівництво доріг), 51,1% використовуються в сільськогосподарських цілях, 34,8% зайнято лісами, 0,2% не є продуктивними (річки, льодовики або гори).

## Демографія
2019 року в громаді мешкало 877 осіб (+7,7% порівняно з 2010 роком), іноземців було 9,6%. Густота населення становила 192 осіб/км².
За віковим діапазоном населення розподілялося таким чином: 19,3% — особи молодші 20 років, 56,3% — особи у віці 20—64 років, 24,4% — особи у віці 65 років та старші. Було 394 помешкань (у середньому 2,2 особи в помешканні).
Із загальної кількості 191 працюючого 43 було зайнятих в первинному секторі, 48 — в обробній промисловості, 100 — в галузі послуг.